# Pederodiana
Pederodiana (łac. Dioecisis Pederodianensis) – diecezja historyczna w Cesarstwie rzymskim w prowincji Byzacena, współcześnie w Tunezji. Obecnie katolickie biskupstwo tytularne.

## Biskupi tytularni
| Lp. | Biskup                 | Funkcja                                      | Od               | Do                  |
| --- | ---------------------- | -------------------------------------------- | ---------------- | ------------------- |
| 1   | Alcides Mendoza Castro | Ordynariusz Polowy Peru                      | 12 sierpnia 1967 | 5 października 1983 |
| 2   | Fabián Marulanda López | biskup pomocniczy Ibagué (Kolumbia)          | 15 lipca 1986    | 22 grudnia 1989     |
| 3   | Simon Ok Hyun-jjn      | biskup pomocniczy Gwangju (Korea Południowa) | 12 maja 2011     | 19 listopada 2022   |
| 4   | Federico Wechsung      | biskup pomocniczy La Platy (Argentyna)       | 25 lutego 2023   |                     |